# Georges Cuvier
Georges Léopold Chrétien Frédéric Dagobert Cuvier, barón de Cuvier, más conocido como Georges Cuvier (Montbéliard, Sacro Imperio Romano Germánico, 23 de agosto de 1769-París, 13 de mayo de 1832), fue un zoólogo y estadista francés que estableció las bases de ciencias como la anatomía comparada y la paleontología.

## Biografía

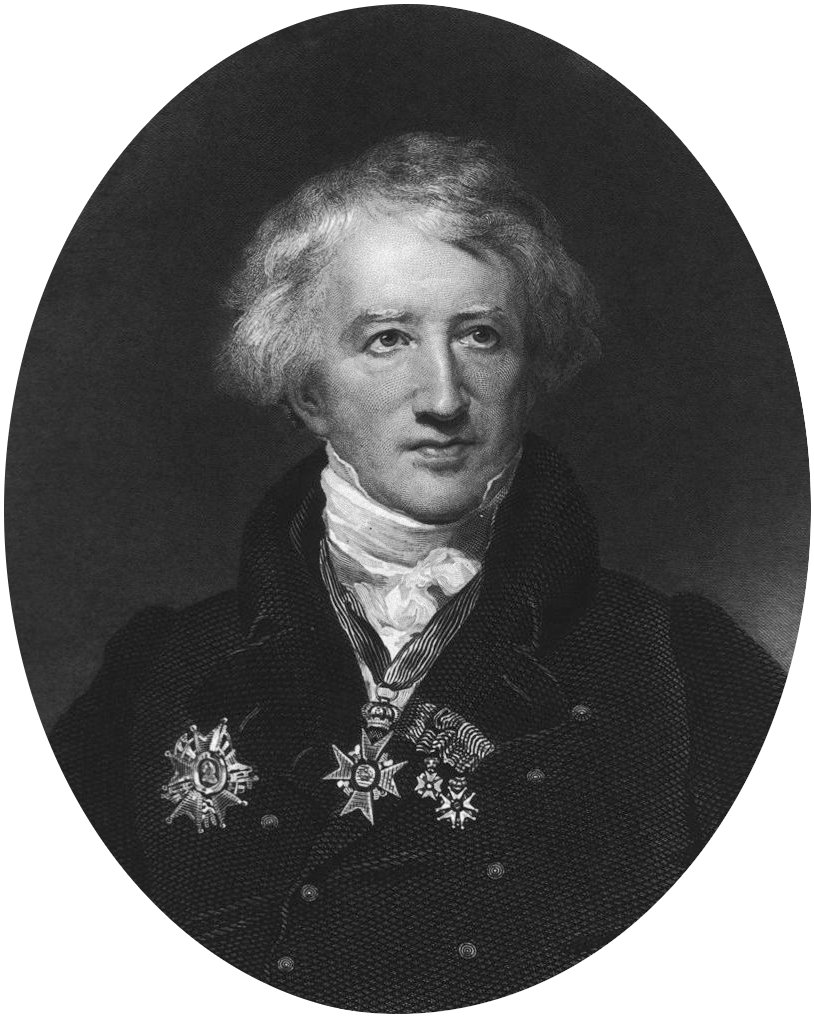
Retrato de Cuvier

Georges Cuvier nació el 23 de agosto de 1769 en Montbéliard, un lugar de habla francesa en el macizo del Jura que entonces fue parte del ducado de Wurtemberg. Su madre lo educó en sus primeros años pero desde la edad de quince años, de 1784 a 1788, fue a la escuela Karlsschule en Stuttgart, la capital de Wurtemberg. Después de la escuela, de 1788 a 1795, Cuvier trabajó como profesor particular y escribió sobre invertebrados marinos. Vivió en Normandía, donde pudo evitar la peor violencia de la Revolución francesa. Fue nombrado a un puesto en el gobierno local y comenzó a ganarse una reputación como naturalista. Sus escritos fueron enviados a Étienne Geoffroy Saint-Hilaire, catedrático de zoología de vertebrados en el Museo Nacional de Historia Natural de Francia, y Cuvier empezó a trabajar en el museo en 1795, convirtiéndose en el experto de la anatomía de animales más erudito en todo el mundo.
En 1795, en plena Revolución francesa, Cuvier fue nombrado asistente de profesor de anatomía de los animales en el Museo Nacional de Historia Natural de Francia, institución creada dos años antes a partir del Real jardín de las plantas medicinales y cuya sede sigue siendo hoy en día el Jardín de plantas de París. Ocupó el puesto de profesor en esa misma cátedra en 1802, año a partir del cual se le cambió el nombre de «cátedra de anatomía de los animales» a «cátedra de anatomía comparada». En el seno de dicho Museo Nacional, fue uno de los pionero de ciencias tales como la anatomía comparada y la paleontología, siendo el primer científico que consiguió que la comunidad científica admitiese los conceptos de extinción de las especies y de correlación de las partes. Hasta el momento de su muerte Cuvier sirvió en el Museo Nacional de Historia Natural de Francia, en la Academia de Ciencias de Francia y en otras instituciones de enseñanza e investigación a lo largo de regímenes políticos tales como la Revolución, el primer Imperio, la Restauración borbónica y la Monarquía de Julio.

## Obra

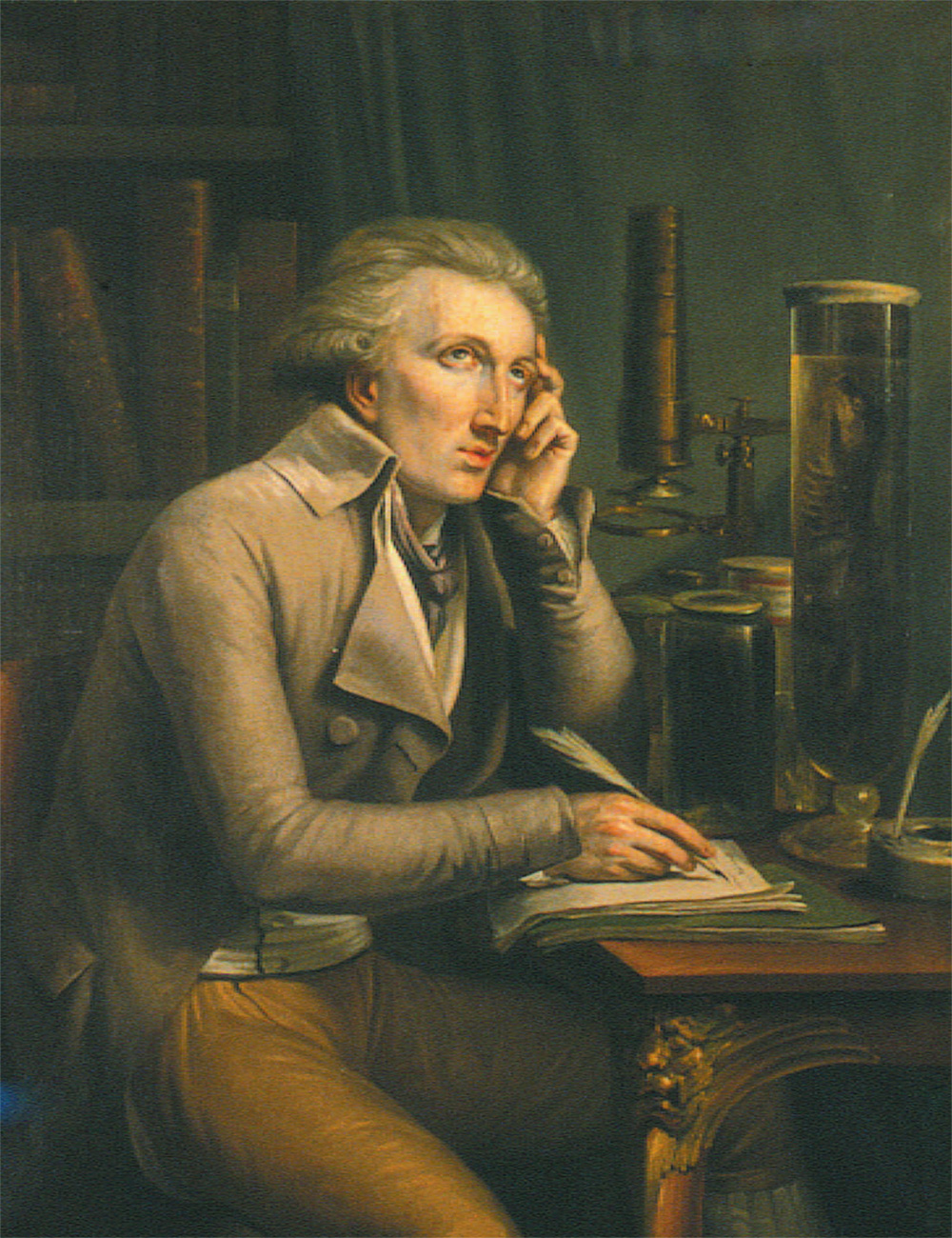

### Clasificación de los animales
Partiendo de su concepción funcional del organismo, Cuvier investigó la permanencia de las grandes funciones fisiológicas en la diversidad de las especies. Este «principio de correlación» actuaba como hilo conductor tanto de la anatomía comparada como de la paleontología. Así -señalaba Cuvier- la depredación implica un cierto tipo de dentición, un tubo digestivo capaz de asimilar la carne y miembros que permitan una locomoción adaptada a esa dieta.
Cuvier fue el primer naturalista en clasificar el reino animal desde el punto de vista estructural o morfológico que, no obstante, estaba completamente subordinado a la función. En ese ámbito su obra más importante fue Le règne animal distribué d'après son organisation (El reino animal distribuido según su organización, conocida simplemente como El reino animal), que apareció en cuatro volúmenes en su primera edición en 1817 y en cinco a partir de la segunda edición (1829-1830).
Cuvier defendió el principio según el cual, teniendo en cuenta los datos proporcionados por la anatomía comparada, los animales debían ser agrupados en cuatro planes estructurales de organización (embranchements): vertebrados, moluscos, articulados y radiados. Cada uno de estos grupos se definía por una disposición particular de los sistemas esenciales, entre los cuales se encontraban, fundamentalmente, los núcleos vitales, a saber, el cerebro y el aparato circulatorio. El resto de los órganos puede variar dentro de cada plan corporal, siempre respetando el principio de correlación.
Cuvier se oponía radicalmente al gradualismo, por lo que estos planes eran considerados irreductibles entre sí. Tanto su funcionalismo como su defensa de esta irreductibilidad le condujeron a una célebre polémica con Étienne Geoffroy Saint-Hilaire.

### Geología y Paleontología: Catastrofismo
Cuvier jugó un papel crucial en el desarrollo de la paleontología. Gracias a su principio de correlación fue capaz de reconstruir los esqueletos completos de animales fósiles.
Cuvier colaboró en el estudio de capas con Alexandre Brongniart y con William Smith en el mismo período, concluyendo en ambos casos que las capas habían sido establecidas durante un período prolongado durante el cual claramente hubo un principio de sucesión faunística, estableciéndose así la disciplina científica de estratigrafía.
Partiendo de sus observaciones paleontológicas, Cuvier elaboró una historia de la Tierra fundamentada en el fijismo y el catastrofismo. Así, concibió la historia geológica como una historia puntuada por revoluciones o catástrofes. En tales períodos se habría producido la extinción de las especies hasta entonces existentes y su sustitución por otras. Estas nuevas especies procederían de otras regiones del planeta que se habrían salvado de la catástrofe. Así explicaba Cuvier los vacíos estratigráficos del registro fósil, que no parecían permitir la inferencia de una continuidad de las formas orgánicas.
Desde la perspectiva del catastrofismo, la edad de la Tierra no necesitaba ser excesivamente prolongada. De ahí que Cuvier abogara por solo 6000 años de antigüedad, lo que le enfrentó a Charles Lyell, cuyo gradualismo requería millones de años.
Esta defensa de la constancia de las especies y su oposición al gradualismo enfrentaron a Cuvier con la corriente transformista iniciada por Buffon y desarrollada ampliamente por Lamarck.

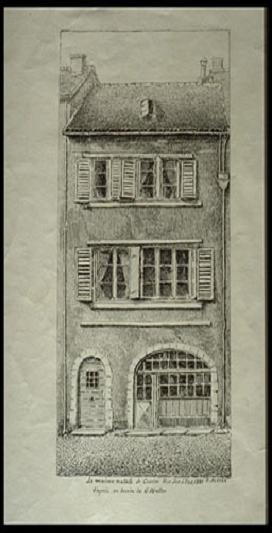
Casa donde nació Cuvier en Montbéliard

### El principio de la correlación de las partes
En un documento de 1798 sobre los restos fósiles de un animal encontrado en yeso en canteras cerca de París, Cuvier escribió así:
Hoy la anatomía comparada ha llegado a tal punto de perfección que, después de inspeccionar un solo hueso, uno puede determinar a menudo la clase y a veces incluso el género del animal al que pertenecía, sobre todo si ese hueso pertenecía a la cabeza o las extremidades. Esto es porque el número, dirección y forma de los huesos que componen cada parte del cuerpo de un animal son siempre en una relación necesaria a todas las otras partes, de tal manera que, hasta cierto punto — uno puede deducir la totalidad de cualquiera de ellos y viceversa.
Esta idea se refiere a veces como el «Principio de Cuvier de correlación de las partes» y el concepto es central en la anatomía comparada y la paleontología.

## Principales publicaciones
- Mémoire sur la structure externe et interne et sur les affinités des animaux auxquels on a donné le nom de ver. En La Décade philosophique, litteraire et politique 5 (40) (29 de mayo de 1795) 385–396
- Tableau élémentaire de l'histoire naturelle des animaux. 1797-1798
- Leçons d'anatomie comparée. 5 v. 1800-1805
- Essais sur la géographie minéralogique des environs de Paris, avec une carte géognostique et des coupes de terrain, con Alexandre Brongniart. 1811
- Le Règne animal distribué d'après son organisation, pour servir de base à l'histoire naturelle des animaux et d'introduction à l'anatomie comparée. 4 v. 1817
- Recherches sur les ossemens fossiles de quadrupèdes, où l'on rétablit les caractères de plusieurs espèces d'animaux que les révolutions du globe paroissent avoir détruites. 4 v. 1812 (texto en francés) 2 3 4
- Mémoires pour servir à l'histoire et à l'anatomie des mollusques. 1817
- Éloges historiques des membres de l'Académie royale des sciences, lus dans les séances de l'Institut royal de France par M. Cuvier. 3 v. 1819-1827 v. 1, v. 2 y v. 3 (texto en francés)
- Théorie de la terre. 1821
- Discours sur les révolutions de la surface du globe et sur les changements qu'elles ont produits dans le règne animal. 1822. Nueva edición: Christian Bourgeois, París, 1985
- Histoire des progrès des sciences naturelles depuis 1789 jusqu'à ce jour. 5 v. 1826-1836
- Histoire naturelle des poissons. 11 v. 1828-1848, continuado por Achille Valenciennes
- Histoire des sciences naturelles depuis leur origine jusqu'à nos jours, chez tous les peuples connus, professée au Collège de France. 5 v. 1841-1845, editado, anotado, y publicado por Magdeleine de Saint-Agit

Cuvier también colaboró en el Dictionnaire des sciences naturelles. 61 v. 1816-1845 y en la Biographie universelle. 45 v. 1843-18??

## Homenajes
- Su nombre está inscrito en la torre Eiffel.
- Un género de mastodontes americanos extintos, Cuvieronius, fue nombrado en homenaje al naturalista.
- El cráter lunar Cuvier lleva este nombre en su honor.
- El asteroide (9614) Cuvier fue nombrado en su honor.[10]

## Abreviatura (zoología)
La abreviatura Cuvier  se emplea para indicar a Georges Cuvier como autoridad en la descripción y taxonomía en zoología.

- La abreviatura «Cuvier» se emplea para indicar a Georges Cuvier como autoridad en la descripción y clasificación científica de los vegetales.[11]